# Glasgow City Football Club
Il Glasgow City Football Club è una società di calcio femminile scozzese con sede nella città di Glasgow. Milita nella Scottish Women's Premier League, la massima divisione del campionato scozzese, di cui è stata campione in carica ininterrottamente dal 2008 al 2021.

## Storia
Il club fu fondato nel 1998 da Laura Montgomery e Carol Anne Stewart. In poco tempo si stabilì ai primi posto della massima serie del campionato scozzese, vincendo il suo primo campionato nella stagione 2004-2005. Nelle successive due stagioni terminò il campionato al secondo posto dietro l'Hibernian, per poi tornare a conquistare il primo posto nella stagione 2007-2008.
Nella stagione 2012 il Glasgow City vinse tutte le partite casalinghe e vinse 20 delle 21 partite del campionato. Vincendo oltre al campionato anche la Scottish Women's Cup e la Scottish Women's League Cup, completò nel 2012 il treble. Riuscì a ripetere la stessa impresa nel 2013 e nel 2014. In particolare, nel 2014 il Glasgow City vide interrotta la sua imbattibilità casalinga che durava da sei anni, venendo sconfitto per 1-0 dallo Spartans. Ha conquistato il quarto treble consecutivo al termine della stagione 2015.
Nel febbraio 2013 il Glasgow City comunicò il proprio interesse a entrare a far parte della Football Association Women's Super League (FA WSL), la federazione calcistica inglese. Il Glasgow City giustificò questo interesse con la percezione che il calcio femminile in Scozia non si stesse sviluppando a sufficienza. La FA WSL respinse questo interesse chiudendo le porte all'accesso del Glasgow City al campionato inglese. Nell'ottobre 2013 il Glasgow City espresse nuovamente il proprio interesse a giocare nel campionato inglese.
Il Glasgow City ha partecipato più volte alla UEFA Women's Champions League, ottenendo il suo miglior risultato nella stagione 2014-2015 raggiungendo i quarti di finale. Dopo aver superato il girone di qualificazione, eliminò prima il Medyk Konin nei sedicesimi di finale e poi lo Zurigo negli ottavi di finale. Nei quarti di finale subì una pesante sconfitta dal Paris Saint-Germain. Anche grazie alle prestazioni offerte dal Glasgow City in UEFA Women's Champions League la federazione calcistica della Scozia potrà iscrivere due squadre alla UEFA Women's Champions League 2016-2017, risultando l'undicesima federazione secondo il ranking UEFA e beneficiando dell'allargamento da 8 a 12 delle federazione che possono iscrivere due squadre. Nell'ottobre 2016 ha vinto il suo undicesimo campionato, il decimo consecutivo.

## Stadio
Nei primi anni disputava le partite casalinghe al Petershill Park, a Springburn, distretto a nord del centro di Glasgow, situato al numero 30 di Adamswell Street, impianto da 1 000 spettatori dei quali la metà a sedere. Successivamente ha trasferito la propria base all'Excelsior Stadium di Airdrie, per poi ritornare al Petershill Park.

## Palmarès

### Competizioni nazionali
- Campionato scozzese: 16

2004-2005, 2007-2008, 2008-2009, 2009, 2010, 2011, 2012, 2013, 2014, 2015, 2016, 2017, 2018, 2019, 2020-2021, 2022-23
- Scottish Women's Cup: 9

2004, 2006, 2009, 2011, 2012, 2013, 2014, 2015, 2019
- Scottish Women's League Cup: 6

2008, 2009, 2012, 2013, 2014, 2015
- Scottish Women's Football First Division: 1

1998-1999

### Altri piazzamenti
- Campionato scozzese:

Secondo posto: 2000-2001, 2003-2004, 2005-2006, 2006-2007

## Statistiche e record

### Record
Di seguito alcuni record aggiornati al 2 gennaio 2020:
- Miglior vittoria: 29–0 v FC Kilmarnock, maggio 2010
- Peggior sconfitta: 0–10 v Turbine Potsdam, Champions League, 2 novembre 2011
- Miglior cannoniere di sempre: 250, Leanne Ross
- Maggior numero di gol in campionato: 42, Leanne Ross, 2010
- Maggior numero di gol in stagione: 54, Leanne Ross, 2010
- Maggior numero di gol in una partita: 12, Debbie McWhinnie v Motherwell, febbraio 2004

### Risultati nelle competizioni UEFA
| Stagione | Competizione     | Fase                         | Avversario           | Risultato | Risultato | Risultato |
| Stagione | Competizione     | Fase                         | Avversario           | andata    | ritorno   | aggregato |
| -------- | ---------------- | ---------------------------- | -------------------- | --------- | --------- | --------- |
| 2005-06  | UEFA Women's Cup | fase a gironi, primo turno   | Athletic Bilbao      | 2-6       | 2-6       | 2-6       |
| 2005-06  | UEFA Women's Cup | fase a gironi, primo turno   | Saestum              | 0-7       | 0-7       | 0-7       |
| 2005-06  | UEFA Women's Cup | fase a gironi, primo turno   | KFC Rapide Wezemaal  | 1-5       | 1-5       | 1-5       |
| 2008-09  | UEFA Women's Cup | fase a gironi, primo turno   | AZ                   | 1-1       | 1-1       | 1-1       |
| 2008-09  | UEFA Women's Cup | fase a gironi, primo turno   | ŽFK Mašinac Niš      | 4-0       | 4-0       | 4-0       |
| 2008-09  | UEFA Women's Cup | fase a gironi, primo turno   | Narta Chişinău       | 11-0      | 11-0      | 11-0      |
| 2008-09  | UEFA Women's Cup | fase a gironi, secondo turno | Røa IL               | 1-6       | 1-6       | 1-6       |
| 2008-09  | UEFA Women's Cup | fase a gironi, secondo turno | Zvezda 2005 Perm'    | 0-1       | 0-1       | 0-1       |
| 2008-09  | UEFA Women's Cup | fase a gironi, secondo turno | 1. FFC Francoforte   | 1-3       | 1-3       | 1-3       |
| 2009-10  | Champions League | gironi di qualificazione     | Bayern Monaco        | 2-5       | 2-5       | 2-5       |
| 2009-10  | Champions League | gironi di qualificazione     | Gintra Universitetas | 2-0       | 2-0       | 2-0       |
| 2009-10  | Champions League | gironi di qualificazione     | Norchi Dinamoeli     | 9-0       | 9-0       | 9-0       |
| 2010-11  | Champions League | gironi di qualificazione     | Crusaders NS         | 8-0       | 8-0       | 8-0       |
| 2010-11  | Champions League | gironi di qualificazione     | Slovan Bratislava    | 4-0       | 4-0       | 4-0       |
| 2010-11  | Champions League | gironi di qualificazione     | 2001 Duisburg        | 0-4       | 0-4       | 0-4       |
| 2011-12  | Champions League | gironi di qualificazione     | Spartak Subotica     | 4-0       | 4-0       | 4-0       |
| 2011-12  | Champions League | gironi di qualificazione     | Mosta                | 8-0       | 8-0       | 8-0       |
| 2011-12  | Champions League | gironi di qualificazione     | KÍ Klaksvík          | 5-0       | 5-0       | 5-0       |
| 2011-12  | Champions League | sedicesimi di finale         | Valur                | 1-1       | 3-0       | 4-1       |
| 2011-12  | Champions League | ottavi di finale             | Turbine Potsdam      | 0-10      | 0-7       | 0-17      |
| 2012-13  | Champions League | gironi di qualificazione     | Osijek               | 3-2       | 3-2       | 3-2       |
| 2012-13  | Champions League | gironi di qualificazione     | Noroc                | 11-0      | 11-0      | 11-0      |
| 2012-13  | Champions League | gironi di qualificazione     | PK-35 Vantaa         | 1-1       | 1-1       | 1-1       |
| 2012-13  | Champions League | sedicesimi di finale         | Fortuna Hjørring     | 1-2       | 0-0       | 1-2       |
| 2013-14  | Champions League | gironi di qualificazione     | Osijek               | 7-0       | 7-0       | 7-0       |
| 2013-14  | Champions League | gironi di qualificazione     | Birkirkara           | 9-0       | 9-0       | 9-0       |
| 2013-14  | Champions League | gironi di qualificazione     | Twente               | 2-0       | 2-0       | 2-0       |
| 2013-14  | Champions League | sedicesimi di finale         | Standard Liegi       | 2-2       | 3-1       | 5-3       |
| 2013-14  | Champions League | ottavi di finale             | Arsenal              | 0-3       | 2-3       | 2-6       |
| 2014-15  | Champions League | gironi di qualificazione     | Nové Zámky           | 5-0       | 5-0       | 5-0       |
| 2014-15  | Champions League | gironi di qualificazione     | Glentoran United     | 1-0       | 1-0       | 1-0       |
| 2014-15  | Champions League | gironi di qualificazione     | Žytlobud-1 Charkiv   | 4-0       | 4-0       | 4-0       |
| 2014-15  | Champions League | sedicesimi di finale         | Medyk Konin          | 0-2       | 3-0       | 3-2       |
| 2014-15  | Champions League | ottavi di finale             | Zurigo               | 1-2       | 4-2       | 5-4       |
| 2014-15  | Champions League | quarti di finale             | Paris Saint-Germain  | 0-2       | 0-5       | 0-7       |
| 2015-16  | Champions League | sedicesimi di finale         | Chelsea              | 0-1       | 0-3       | 0-4       |
| 2016-17  | Champions League | sedicesimi di finale         | Eskilstuna United    | 0-1       | 1-2       | 1-3       |
| 2017-18  | Champions League | sedicesimi di finale         | BIIK Kazygurt        | 0-3       | 4-1       | 4-4 (gfc) |
| 2018-19  | Champions League | gironi di qualificazione     | Anderlecht           | 1-2       | 1-2       | 1-2       |
| 2018-19  | Champions League | gironi di qualificazione     | Martve               | 7-0       | 7-0       | 7-0       |
| 2018-19  | Champions League | gironi di qualificazione     | Górnik Łęczna        | 2-0       | 2-0       | 2-0       |
| 2018-19  | Champions League | sedicesimi di finale         | Barcelona FA         | 2-0       | 0-1       | 2-1       |
| 2018-19  | Champions League | ottavi di finale             | Barcellona           | 0-5       | 0-3       | 0-8       |

## Organico

### Rosa 2022-2023
Rosa, ruoli e numeri di maglia tratti dal sito ufficiale e sito UEFA, aggiornati al 17 agosto 2022.
| N. |                    | Ruolo | Calciatrice            |
| -- | ------------------ | ----- | ---------------------- |
| 2  | Scozia (bandiera)  | D     | Chloe Warrington       |
| 3  | Scozia (bandiera)  | D     | Amy Muir               |
| 4  | Scozia (bandiera)  | C     | Hayley Lauder          |
| 5  | Irlanda (bandiera) | D     | Claire Walsh           |
| 6  | Scozia (bandiera)  | C     | Joanne Love (capitano) |
| 7  | Scozia (bandiera)  | C     | Mairead Fulton         |
| 8  | Turchia (bandiera) | C     | Dilan Bora             |
| 9  | Messico (bandiera) | A     | Desirée Monsiváis      |
| 10 | Irlanda (bandiera) | A     | Clare Shine            |
| 11 | Irlanda (bandiera) | A     | Emily Whelan           |
| 12 | Scozia (bandiera)  | D     | Jenna Clark            |
| 14 | Scozia (bandiera)  | A     | Lauren Davidson        |
| 15 | Scozia (bandiera)  | A     | Abbi Grant             |

| N. |                          | Ruolo | Calciatrice         |
| -- | ------------------------ | ----- | ------------------- |
| 16 | Polonia (bandiera)       | C     | Kinga Kozak         |
| 17 | Scozia (bandiera)        | C     | Sarah Gibb          |
| 18 | Nuova Zelanda (bandiera) | D     | Meikayla Moore      |
| 19 | Irlanda (bandiera)       | A     | Aoife Colvill       |
| 21 | Costa Rica (bandiera)    | A     | Priscila Chinchilla |
| 22 | Stati Uniti (bandiera)   | C     | Peyton Perea        |
| 23 | Scozia (bandiera)        | A     | Megan Foley         |
| 25 | Scozia (bandiera)        | P     | Erin Clachers       |
| 26 | Scozia (bandiera)        | D     | Niamh Noble         |
| 28 | Stati Uniti (bandiera)   | D     | Erin Greening       |
| 29 | Scozia (bandiera)        | P     | Lee Gibson          |
| 35 | Scozia (bandiera)        | P     | Ava Easdon          |

### Rosa 2020
Rosa, ruoli e numeri di maglia tratti dal sito UEFA.com e come da sezione news del sito ufficiale, aggiornati al 17 ottobre 2020.
| N. |                        | Ruolo | Calciatrice       |
| -- | ---------------------- | ----- | ----------------- |
| 2  | Scozia (bandiera)      | D     | Rachel McLauchlan |
| 3  | Stati Uniti (bandiera) | D     | Zaneta Wyne       |
| 4  | Scozia (bandiera)      | C     | Hayley Lauder     |
| 5  | Sudafrica (bandiera)   | D     | Janine van Wyk    |
| 6  | Scozia (bandiera)      | C     | Joanne Love       |
| 7  | Scozia (bandiera)      | C     | Mairead Fulton    |
| 8  | Scozia (bandiera)      | C     | Leanne Crichton   |
| 9  | Scozia (bandiera)      | A     | Kirsty Howat      |
| 10 | Irlanda (bandiera)     | A     | Clare Shine       |
| 11 | Irlanda (bandiera)     | C     | Tyler Toland      |

| N. |                             | Ruolo | Calciatrice            |
| -- | --------------------------- | ----- | ---------------------- |
| 12 | Scozia (bandiera)           | D     | Jenna Clark            |
| 14 | Scozia (bandiera)           | A     | Lauren Davidson        |
| 15 | Stati Uniti (bandiera)      | D     | Sharon Wojcik          |
| 16 | Scozia (bandiera)           | C     | Leanne Ross (capitano) |
| 18 | Scozia (bandiera)           | C     | Samantha Kerr          |
| 19 | Australia (bandiera)        | A     | Aoife Colvill          |
| 20 | Irlanda del Nord (bandiera) | D     | Lauren Wade            |
| 23 | Scozia (bandiera)           | C     | Megan Foley            |
| 25 | Scozia (bandiera)           | P     | Erin Clachers          |
| 29 | Scozia (bandiera)           | P     | Lee Alexander          |